# Liste des châteaux de l'arrondissement de Pontivy

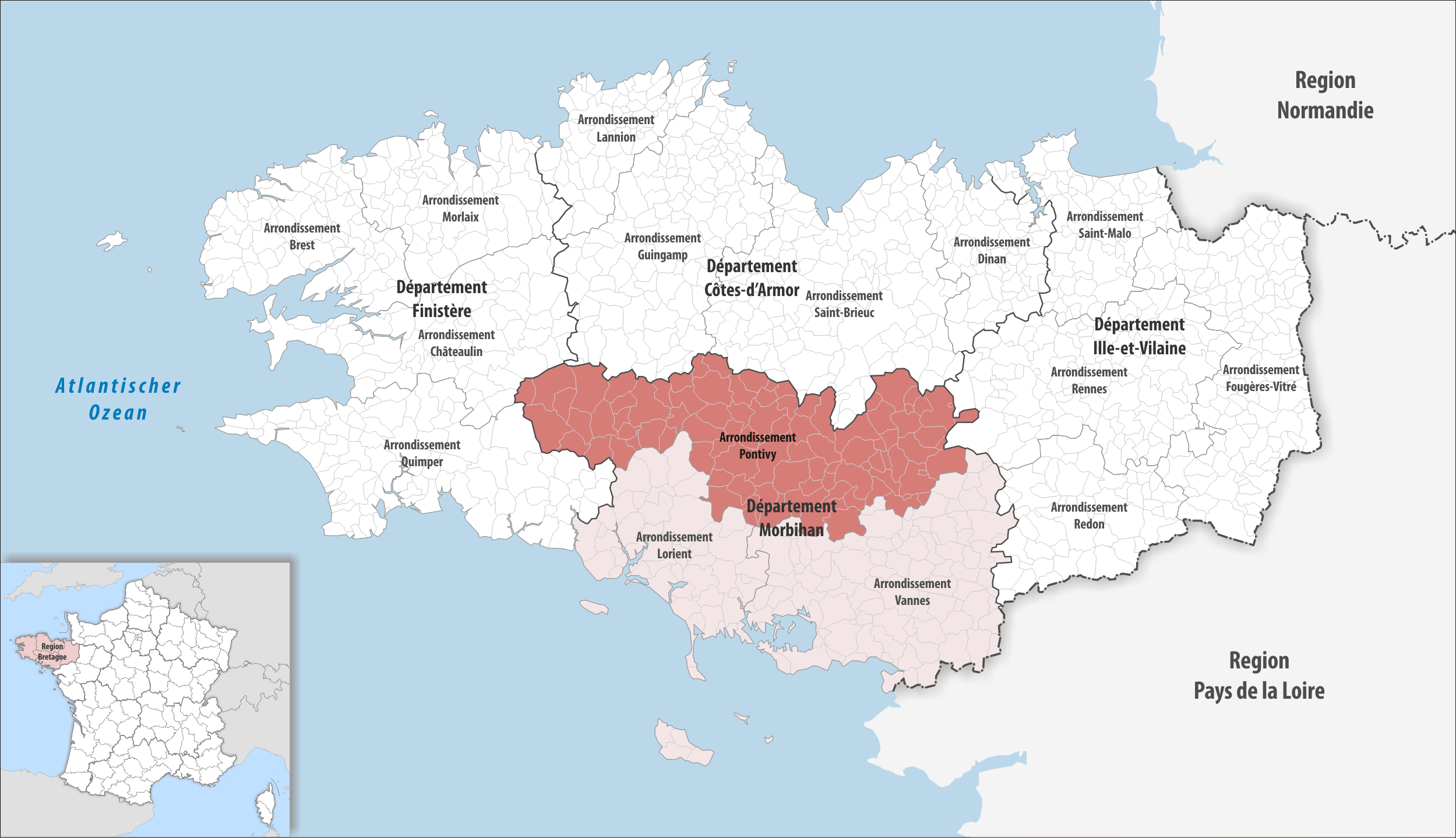
Carte de l'arrondissement de Pontivy

Cet article recense de manière non exhaustive les châteaux (de défense ou d'agrément), maisons fortes et mottes castrales situés dans l'arrondissement de Pontivy. Il est fait état des inscriptions et classements au titre des monuments historiques.

## Liste
| Icône            | Signification    | Abréviations             | Abréviations                  | Abréviations             | Abréviations           |
| ---------------- | ---------------- | ------------------------ | ----------------------------- | ------------------------ | ---------------------- |
| Château fort     | Château fort     | = Bastide                | = Ferme fortifiée             | = Maison forte           | = (Néo-)Palladianisme  |
| Renaissance      | Renaissance      | = Château gascon         | = Folie (montpelliéraine)     | = Manoir, Gentilhommière | = Résidence épiscopale |
| Domaine viticole | Domaine viticole | = Classicisme, classique | = Forteresse, fort(ification) | = Maison (noble)         | = Style Beaux-Arts     |
| Palais           | Palais           | = Commanderie            | = Gothique (flamboyant)       | = Néo-baroque            | = Style Second Empire  |
| Ruine ou disparu | Ruine, disparu   | = Château pinardier      | = Hôtel particulier           | = Néo-classique          | = Style italianisant   |
|                  |                  | = Demeure seigneuriale   | ... = Style Louis XII...XVI   | = Néo-gothique           | = Style troubadour     |
|                  |                  | = Éclectisme             | = Logis (seigneurial)         | = Néo-Renaissance        | = Villa (de Nice)      |
| Baroque, rococo  | Baroque, rococo  | = Édifice religieux      | = Motte castrale/féodale      | = Pavillon de chasse     | = Styles du XXe siècle |

| Type                                               | Château                                                   | Commune                                                                          | Protection                                                                       | Notes                                                  | Coordonnées                 | Illustration |
| -------------------------------------------------- | --------------------------------------------------------- | -------------------------------------------------------------------------------- | -------------------------------------------------------------------------------- | ------------------------------------------------------ | --------------------------- | ------------ |
| Manoir, gentilhommière                             | Manoir des Aulnais                                        | Forges de Lanouée (Les Aulnaies, Lanouée)                                        |                                                                                  |                                                        |                             |              |
| Manoir, gentilhommière                             | Premier manoir d'Auquinian                                | Neulliac (Auquinian)                                                             | Notice no IA00009906                                                             | XVIIIe siècle                                          | 48° 08′ 01″ N, 3° 00′ 03″ O |              |
| Manoir, gentilhommière                             | Deuxième manoir d'Auquinian                               | Neulliac (Auquinian)                                                             | Notice no IA00009907                                                             | XVIIIe siècle                                          | 48° 07′ 52″ N, 3° 00′ 10″ O |              |
| Manoir, gentilhommière                             | Manoir de Barbotin                                        | Ploërmel (Barbotin)                                                              | Notice no IA00010225                                                             | XVIIe et XVIIIe siècles                                | 47° 55′ 25″ N, 2° 23′ 38″ O |              |
| Manoir, gentilhommière                             | Manoir de Barrach                                         | Langonnet (Barrach)                                                              | Notice no IA00008855                                                             | XVIe siècle                                            | 48° 07′ 18″ N, 3° 30′ 45″ O |              |
| Manoir, gentilhommière                             | Manoir de Barrach                                         | Ploërdut (Barrach)                                                               | Notice no IA00008383                                                             | XVIIe siècle                                           | 48° 05′ 05″ N, 3° 16′ 30″ O |              |
| Maison forte · Ruine ou disparu                    | Château de Barregan                                       | Le Faouët (Barrégan)                                                             | Notice no IA00008407                                                             | Moyen Âge                                              |                             |              |
| Manoir, gentilhommière                             | Manoir du Bé                                              | Ménéac (Le Bé)                                                                   |                                                                                  |                                                        |                             |              |
|                                                    | Château de Beaulieu                                       | Bignan (Beaulieu)                                                                |                                                                                  |                                                        | 47° 53′ 48″ N, 2° 48′ 45″ O |              |
| Classicisme, classique · Néo-gothique · Éclectisme | Château de Beauregard                                     | Cléguérec (Beauregard)                                                           | Patrimoine XXe siècle (2000) · Notice no EA56000002 · Notice no IA00009817       | XVIIIe et XXe siècles, chambre d'hôtes, ancien hôpital | 48° 06′ 18″ N, 3° 01′ 41″ O |              |
| Château fort · Ruine ou disparu                    | Castel du Bel-Air                                         | Priziac (Castel-du-Bel-Air)                                                      | Notice no IA00008483                                                             | XVIIe et XVIIIe siècles                                | 48° 03′ 53″ N, 3° 25′ 11″ O |              |
|                                                    | Château de Bellouan                                       | Ménéac (Bellouan)                                                                |                                                                                  |                                                        | 48° 08′ 21″ N, 2° 26′ 38″ O |              |
| Manoir, gentilhommière                             | Manoir de Berrien                                         | Kergrist (Berrien)                                                               | Notice no IA00009865                                                             | XVIe et XIXe siècles                                   | 48° 08′ 50″ N, 2° 55′ 15″ O |              |
| Manoir, gentilhommière                             | Manoir de Bézidel                                         | Cléguérec (Bézidel)                                                              | Notice no IA00009818                                                             | XVIIe et XVIIIe siècles, XIXe siècle                   | 48° 09′ 49″ N, 3° 02′ 39″ O |              |
| Manoir, gentilhommière                             | Manoir du Bignon                                          | Val d'Oust (Le Bignon, La Chapelle-Caro)                                         | Notice no IA00010101                                                             | XVe et XVIe siècles                                    | 47° 52′ 54″ N, 2° 23′ 25″ O |              |
|                                                    | Château de Boblaye                                        | Meslan (Boblaye)                                                                 | Notice no IA56005561                                                             |                                                        | 47° 56′ 59″ N, 3° 28′ 17″ O |              |
| Ruine ou disparu                                   | Château de Bodegat                                        | Mohon (Bodegat)                                                                  |                                                                                  |                                                        |                             |              |
| Manoir, gentilhommière                             | Premier manoir de Bodion                                  | Pluméliau-Bieuzy (Bodion, Pluméliau)                                             |                                                                                  |                                                        |                             |              |
| Manoir, gentilhommière                             | Deuxième manoir de Bodion                                 | Pluméliau-Bieuzy (Bodion, Pluméliau)                                             |                                                                                  |                                                        |                             |              |
| Manoir, gentilhommière                             | Manoir du Bois-Derval                                     | Lantillac (Le Bois-Derval)                                                       |                                                                                  |                                                        | 47° 56′ 44″ N, 2° 39′ 37″ O |              |
| Manoir, gentilhommière                             | Manoir du Bois-Hellio                                     | Ploërmel (Le Bois-Hellio)                                                        | Notice no IA00010267                                                             | XVIIe siècle                                           | 47° 53′ 58″ N, 2° 20′ 29″ O |              |
| Manoir, gentilhommière                             | Manoir du Bois Jagu                                       | Mauron (Le Bois-Jagu)                                                            |                                                                                  |                                                        | 48° 03′ 29″ N, 2° 16′ 49″ O |              |
| Château fort · Classicisme, classique              | Château du Bois de la Roche                               | Néant-sur-Yvel (Le Bois de la Roche)                                             | Inscrit MH (2001) · Notice no PA56000054                                         | XVe et XVIIe siècles, XVIIIe et XIXe siècles           | 48° 02′ 33″ N, 2° 19′ 55″ O |              |
| Manoir, gentilhommière                             | Manoir de Bonne Espérance                                 | Saint-Gérand (Bonne-Espérance)                                                   |                                                                                  |                                                        | 48° 07′ 44″ N, 2° 54′ 00″ O |              |
| Manoir, gentilhommière                             | Manoir de Bot Er Barz                                     | Cléguérec (Bot-Er-Barz)                                                          | Notice no IA00009825                                                             |                                                        | 48° 08′ 53″ N, 3° 05′ 45″ O |              |
| Manoir, gentilhommière                             | Manoir de Bot Pléven                                      | Saint-Aignan (Bot-Pléven)                                                        | Notice no IA00009935                                                             |                                                        | 48° 09′ 39″ N, 3° 01′ 45″ O |              |
| Manoir, gentilhommière                             | Manoir de Botcalper                                       | Baud (Botcalper)                                                                 |                                                                                  |                                                        | 47° 51′ 27″ N, 3° 03′ 55″ O |              |
| Manoir, gentilhommière                             | Manoir de Boterff                                         | Melrand (Boterff)                                                                |                                                                                  |                                                        | 47° 58′ 34″ N, 3° 08′ 10″ O |              |
| Manoir, gentilhommière                             | Manoir de Botmars                                         | Cléguérec (Botmars)                                                              | Notice no IA00009826                                                             |                                                        | 48° 07′ 52″ N, 3° 06′ 42″ O |              |
| Motte castrale ou féodale · Ruine ou disparu       | Motte de Botven                                           | Langonnet (Botven)                                                               | Notice no IA00008859                                                             |                                                        | 48° 04′ 57″ N, 3° 30′ 25″ O |              |
| Manoir, gentilhommière                             | Manoir de la Boulaye                                      | Cléguérec (La Boulaye)                                                           | Notice no IA00009827                                                             |                                                        | 48° 07′ 17″ N, 3° 01′ 11″ O |              |
| Manoir, gentilhommière                             | Manoir de la Bourdelais                                   | Campénéac (La Bourdelais)                                                        | Notice no IA00010313                                                             |                                                        | 47° 56′ 23″ N, 2° 18′ 43″ O |              |
| Maison forte · Manoir, gentilhommière              | Manoir de Boyac                                           | Ploërmel (Boyac)                                                                 | Inscrit MH (2011) · Notice no PA56000072                                         | Moyen Âge, XVIe et XVIIe siècles                       | 47° 57′ 25″ N, 2° 22′ 56″ O |              |
|                                                    | Château du Boyer                                          | Mauron (Le Boyer)                                                                | Notice no IA56005510                                                             |                                                        | 48° 06′ 29″ N, 2° 17′ 45″ O |              |
| Manoir, gentilhommière                             | Manoir de Brango                                          | Ploërmel (Brango)                                                                | Notice no IA00010254                                                             |                                                        | 47° 57′ 31″ N, 2° 23′ 43″ O |              |
| Manoir, gentilhommière                             | Manoir de Brangolo                                        | Rohan (Brangolo)                                                                 |                                                                                  |                                                        |                             |              |
| Manoir, gentilhommière                             | Manoir du Broutay                                         | La Croix-Helléan (Le Broutay)                                                    | Notice no IA00121392                                                             |                                                        | 47° 59′ 04″ N, 2° 30′ 23″ O |              |
| Motte castrale ou féodale · Ruine ou disparu       | Motte de la Butte-au-Trésor                               | Le Saint                                                                         | Notice no IA00008894                                                             |                                                        | 48° 05′ 15″ N, 3° 33′ 15″ O |              |
| Manoir, gentilhommière                             | Manoir de la Buzardière                                   | Crédin (La Buzardière)                                                           |                                                                                  |                                                        | 48° 02′ 07″ N, 2° 43′ 05″ O |              |
| Manoir, gentilhommière                             | Manoir de Cadoudal                                        | Plumelec (Cadoudal)                                                              | Inscrit MH (1935) · Notice no PA00091543                                         |                                                        | 47° 49′ 23″ N, 2° 39′ 16″ O |              |
| Manoir, gentilhommière                             | Manoir de Calers                                          | Ménéac (Calers)                                                                  |                                                                                  |                                                        | 48° 08′ 47″ N, 2° 30′ 28″ O |              |
| Renaissance                                        | Château de Callac                                         | Plumelec (Callac)                                                                | Classé MH (1971) · Inscrit MH (1971) · Notice no PA00091538                      |                                                        | 47° 48′ 54″ N, 2° 34′ 02″ O |              |
| Manoir, gentilhommière                             | Manoir de Carmenais                                       | Saint-Servant (Carmenais)                                                        |                                                                                  |                                                        | 47° 55′ 10″ N, 2° 29′ 31″ O |              |
| Manoir, gentilhommière                             | Château de Castel                                         | Saint-Servant (Castel)                                                           | Inscrit MH (1997) · Notice no PA56000015                                         |                                                        | 47° 53′ 51″ N, 2° 28′ 08″ O |              |
| Motte castrale ou féodale · Ruine ou disparu       | Motte de Castel Vouden                                    | Roudouallec (Le Stang)                                                           |                                                                                  |                                                        | 48° 06′ 36″ N, 3° 39′ 59″ O |              |
| Manoir, gentilhommière                             | Manoir du Chauchix                                        | Ménéac (Le Chauchix)                                                             |                                                                                  |                                                        |                             |              |
| Manoir, gentilhommière                             | Manoir de la Chaussée                                     | Loyat (La Chaussée)                                                              | Notice no IA00010339                                                             |                                                        | 47° 59′ 13″ N, 2° 19′ 42″ O |              |
| Manoir, gentilhommière                             | Manoir de Chefdeville                                     | Pontivy (Chef-de-Ville)                                                          | Notice no IA00010427                                                             |                                                        | 48° 03′ 37″ N, 2° 56′ 49″ O |              |
| Manoir, gentilhommière                             | Manoir de Clégrio                                         | Guéhenno (Le Clégrio)                                                            |                                                                                  |                                                        | 47° 53′ 25″ N, 2° 37′ 44″ O |              |
| Manoir, gentilhommière                             | Manoir de Cléhinet                                        | Guégon (Cléhinay)                                                                |                                                                                  |                                                        | 47° 55′ 36″ N, 2° 35′ 39″ O |              |
| Manoir, gentilhommière                             | Manoir du Clos-Hazel                                      | Ploërmel (Le Clos-Hazel)                                                         | Notice no IA00010264                                                             |                                                        | 47° 56′ 42″ N, 2° 24′ 33″ O |              |
| Manoir, gentilhommière                             | Manoir de Coët By                                         | Guégon (Coët By)                                                                 | Notice no IA00121484                                                             |                                                        | 47° 55′ 50″ N, 2° 32′ 24″ O |              |
|                                                    | Château de Coët-en-Fao                                    | Séglien (Coêt-en-Fao)                                                            | Notice no IA00009970                                                             |                                                        | 48° 06′ 32″ N, 3° 09′ 01″ O |              |
| Manoir, gentilhommière                             | Manoir de Coët-Ligné                                      | Baud (Coët-Ligné)                                                                |                                                                                  |                                                        | 47° 53′ 15″ N, 3° 00′ 07″ O |              |
|                                                    | Château de Coët-Nouzic                                    | Locmalo (Coët-Nouzic)                                                            |                                                                                  |                                                        |                             |              |
| Manoir, gentilhommière                             | Manoir de Coëtbily                                        | Ménéac (Coëtbily)                                                                |                                                                                  |                                                        | 48° 08′ 31″ N, 2° 26′ 26″ O |              |
| Manoir, gentilhommière                             | Manoir du Coledic Braz                                    | Langoëlan (Le Coledic-Braz)                                                      | Notice no IA00008306                                                             |                                                        | 48° 07′ 22″ N, 3° 15′ 29″ O |              |
|                                                    | Château de Comper                                         | Concoret (Comper)                                                                | Inscrit MH (1996) · Notice no PA56000001                                         |                                                        | 48° 04′ 12″ N, 2° 10′ 22″ O |              |
| Manoir, gentilhommière                             | Manoir de Conveau                                         | Gourin (Conveau)                                                                 | Notice no IA00008795                                                             |                                                        |                             |              |
| Ruine ou disparu                                   | Motte castrale du Corboulo                                | Saint-Aignan (Le Corboulo)                                                       | Inscrit MH (1995) · Notice no PA00135360                                         |                                                        | 48° 10′ 23″ N, 3° 00′ 56″ O |              |
| Manoir, gentilhommière                             | Manoir de Corrogant                                       | Saint-Tugdual (Corrogant)                                                        | Notice no IA00008401                                                             |                                                        | 48° 05′ 10″ N, 3° 24′ 16″ O |              |
|                                                    | Château du Coscro                                         | Lignol (Le Coscro)                                                               | Inscrit MH (1972, 1997) · Notice no PA00091364                                   |                                                        | 48° 01′ 35″ N, 3° 14′ 13″ O |              |
|                                                    | Château du Couëdic                                        | Crédin (Le Couédic)                                                              |                                                                                  |                                                        | 48° 02′ 29″ N, 2° 46′ 19″ O |              |
| Manoir, gentilhommière                             | Manoir de Couesmelan                                      | Ménéac (Couesmelan)                                                              |                                                                                  |                                                        |                             |              |
| Manoir, gentilhommière                             | Manoir de Couesnehan                                      | Ménéac (Couesnehan)                                                              |                                                                                  |                                                        | 48° 07′ 32″ N, 2° 29′ 31″ O |              |
| Manoir, gentilhommière                             | Manoir de la Cour                                         | Gourhel (6 rue Saint-Samson)                                                     | Inscrit MH (1991) · Notice no PA00091204                                         |                                                        | 47° 56′ 21″ N, 2° 21′ 41″ O |              |
|                                                    | Château du Crarial                                        | Lignol (Crarial)                                                                 |                                                                                  |                                                        | 48° 02′ 43″ N, 3° 14′ 19″ O |              |
| Ruine ou disparu                                   | Château de Crémenec                                       | Priziac (Crémenec)                                                               |                                                                                  |                                                        |                             |              |
| Manoir, gentilhommière                             | Manoir de Crenihuel                                       | Silfiac (Crenihuel)                                                              |                                                                                  |                                                        | 48° 08′ 14″ N, 3° 09′ 52″ O |              |
| Renaissance                                        | Château de Crévy                                          | Val d'Oust (Crévy, La Chapelle-Caro)                                             | Inscrit MH (1925, 1970) · Site classé (1933) · Notice no PA00091150              |                                                        | 47° 52′ 18″ N, 2° 25′ 31″ O |              |
| Manoir, gentilhommière                             | Manoir de Croëz-er-Liz                                    | Moréac (Croëz-er-Liz)                                                            |                                                                                  |                                                        |                             |              |
| Manoir, gentilhommière                             | Manoir de Crondal                                         | Gourin (Crondal)                                                                 | Notice no IA00008794                                                             |                                                        | 48° 08′ 15″ N, 3° 32′ 11″ O |              |
| Manoir, gentilhommière                             | Manoir des Cruyères                                       | Josselin (5, chemin des Cruyères)                                                | Notice no IA00121518                                                             |                                                        | 47° 57′ 16″ N, 2° 33′ 19″ O |              |
| Manoir, gentilhommière                             | Manoir du Désert                                          | Mauron (Le Désert)                                                               |                                                                                  |                                                        |                             |              |
| Manoir, gentilhommière · Ruine ou disparu          | Manoir du Diarnelez                                       | Le Faouët (Le Diarnelez)                                                         | Notice no IA00008408                                                             |                                                        | 48° 03′ 38″ N, 3° 32′ 53″ O |              |
| Ruine ou disparu                                   | Château du Dreors                                         | Priziac (Le Dreors)                                                              | Notice no IA00008482                                                             |                                                        | 48° 05′ 41″ N, 3° 25′ 26″ O |              |
| Manoir, gentilhommière · Ruine ou disparu          | Manoir de Droloré                                         | Gourin (Lanzent-d'en-Bas)                                                        | Notice no IA00008800                                                             |                                                        | 48° 08′ 06″ N, 3° 35′ 14″ O |              |
|                                                    | Château de l'Émir aussi nommé Maner Bihan ou château Haïk | Langoëlan (Maner-Bihan)                                                          | Notice no IA56008370                                                             |                                                        | 48° 07′ 27″ N, 3° 14′ 16″ O |              |
| Manoir, gentilhommière                             | Manoir de l'Espinefort                                    | Ménéac (L'Épine-fort)                                                            |                                                                                  |                                                        | 48° 08′ 27″ N, 2° 29′ 02″ O |              |
| Manoir, gentilhommière                             | Manoir de l'Estuer                                        | Bréhan (Métairie Estuer)                                                         |                                                                                  |                                                        | 48° 07′ 02″ N, 2° 42′ 07″ O |              |
| Ruine ou disparu                                   | Château du Faouët                                         | Le Faouët (11, rue du Château)                                                   | Notice no IA00008409                                                             |                                                        | 48° 02′ 00″ N, 3° 29′ 13″ O |              |
|                                                    | Château de la Ferrière                                    | Buléon (La Ferrière)                                                             |                                                                                  |                                                        | 47° 56′ 09″ N, 2° 41′ 25″ O |              |
| Manoir, gentilhommière                             | Manoir de la Ferté                                        | Cléguérec (La Ferté)                                                             | Notice no IA00009830                                                             |                                                        | 48° 07′ 14″ N, 3° 01′ 57″ O |              |
| Manoir, gentilhommière                             | Manoir de Fetan-Gall                                      | Ploërdut                                                                         |                                                                                  |                                                        |                             |              |
| Manoir, gentilhommière                             | Manoir de Fontaineper                                     | Ploërdut                                                                         |                                                                                  |                                                        |                             |              |
|                                                    | Château des Forges de Lanouée                             | Forges de Lanouée (Les Forges)                                                   | Inscrit MH (2007) · Notice no PA56000065                                         |                                                        | 48° 01′ 08″ N, 2° 39′ 00″ O |              |
|                                                    | Château du Fresne                                         | Néant-sur-Yvel (Le Fresne)                                                       |                                                                                  |                                                        | 47° 59′ 53″ N, 2° 19′ 40″ O |              |
| Manoir, gentilhommière                             | Manoir de la Gaptière                                     | Saint-Brieuc-de-Mauron (La Gaptière)                                             |                                                                                  |                                                        | 48° 05′ 42″ N, 2° 22′ 13″ O |              |
| Manoir, gentilhommière                             | Manoir de Garhenec                                        | Le Croisty (Garhenec)                                                            | Notice no IA00008274                                                             |                                                        | 48° 04′ 43″ N, 3° 21′ 00″ O |              |
| Manoir, gentilhommière                             | Manoir de Garnouée                                        | Mohon (Le Garnoué)                                                               |                                                                                  |                                                        | 48° 04′ 03″ N, 2° 28′ 45″ O |              |
| Manoir, gentilhommière                             | Manoir de la Garoulais                                    | Ploërmel (La Garoulais)                                                          | Notice no IA00010226                                                             |                                                        | 47° 54′ 17″ N, 2° 20′ 01″ O |              |
| Manoir, gentilhommière                             | Manoir de la Gaudinais                                    | Ploërmel (La Gaudinais)                                                          | Notice no IA00010257                                                             |                                                        | 47° 54′ 13″ N, 2° 24′ 02″ O |              |
| Manoir, gentilhommière                             | Manoir de Glévily                                         | Campénéac (Glévily)                                                              | Notice no IA00010303                                                             |                                                        | 47° 57′ 14″ N, 2° 19′ 36″ O |              |
| Manoir, gentilhommière                             | Manoir du Glévin                                          | Baud                                                                             |                                                                                  |                                                        |                             |              |
| Manoir, gentilhommière                             | Manoir du Gouleis                                         | Langonnet (Le Goule)                                                             | Notice no IA00008852                                                             |                                                        | 48° 05′ 11″ N, 3° 29′ 38″ O |              |
| Manoir, gentilhommière                             | Manoir du Grand Borin                                     | Langonnet (Le Grand-Borin)                                                       | Notice no IA00008854                                                             |                                                        | 48° 10′ 03″ N, 3° 29′ 48″ O |              |
| Manoir, gentilhommière                             | Manoir de Grand Botivès                                   | Malguénac (Grand-Botivès)                                                        | Notice no IA00009882                                                             |                                                        | 48° 03′ 59″ N, 3° 05′ 40″ O |              |
| Ruine ou disparu                                   | Château de Griffet                                        | Pleugriffet                                                                      |                                                                                  |                                                        |                             |              |
| Château fort · Ruine ou disparu                    | Château de Guémené-sur-Scorff                             | Guémené-sur-Scorff (Rue du Château)                                              | Inscrit MH (1925) · Notice no PA00091239                                         |                                                        | 48° 04′ 02″ N, 3° 12′ 28″ O |              |
|                                                    | Château de Guénanec                                       | Plumelin (Guénanec)                                                              |                                                                                  |                                                        | 47° 52′ 04″ N, 2° 52′ 54″ O |              |
| Manoir, gentilhommière                             | Manoir de Guergrom                                        | Lignol (Guergrom)                                                                | Notice no IA00008325                                                             |                                                        | 48° 01′ 53″ N, 3° 18′ 18″ O |              |
| Manoir, gentilhommière                             | Manoir de Guermahia                                       | Saint-Servant (Guermahéas)                                                       |                                                                                  |                                                        | 47° 53′ 03″ N, 2° 32′ 41″ O |              |
| Manoir, gentilhommière                             | Manoir du Guern                                           | Baud (Le Guern)                                                                  |                                                                                  |                                                        |                             |              |
| Manoir, gentilhommière                             | Manoir de Guersallic                                      | Locmalo (Guersalic)                                                              | Notice no IA00008348                                                             |                                                        | 48° 03′ 12″ N, 3° 11′ 56″ O |              |
| Manoir, gentilhommière                             | Manoir de Guesniac                                        | Mohon (La Ville-Guesniac)                                                        |                                                                                  |                                                        | 48° 03′ 08″ N, 2° 27′ 58″ O |              |
| Manoir, gentilhommière                             | Manoir de Guidfosse                                       | Plouray (Guidfosse)                                                              | Notice no IA00008929                                                             |                                                        | 48° 07′ 46″ N, 3° 26′ 36″ O |              |
| Manoir, gentilhommière                             | Manoir du Guily                                           | Malguénac (Le Guily)                                                             |                                                                                  |                                                        |                             |              |
| Manoir, gentilhommière                             | Manoir du Haut-Quilhèdre                                  | Mauron (Le Haut-Quilhèdre)                                                       |                                                                                  |                                                        |                             |              |
|                                                    | Château de la Haute-Touche                                | Ploërmel (La Haute-Touche, Monterrein)                                           | Inscrit MH (2001, 2002) · Notice no PA56000053                                   |                                                        | 47° 52′ 47″ N, 2° 22′ 16″ O |              |
| Manoir, gentilhommière                             | Manoir de l'Hermitage                                     | Ménéac (L'Hermitage)                                                             |                                                                                  |                                                        | 48° 07′ 02″ N, 2° 29′ 51″ O |              |
| Manoir, gentilhommière                             | Manoir du Hoariva                                         | Persquen (Le Hoariva)                                                            | Notice no IA00008361                                                             |                                                        | 48° 00′ 43″ N, 3° 13′ 33″ O |              |
|                                                    | Château de Josselin                                       | Josselin (Rohan)                                                                 | Classé MH (1928) · Site classé (1948) · Notice no PA00091310                     |                                                        | 47° 57′ 08″ N, 2° 32′ 50″ O |              |
|                                                    | Château de Ker-Armel                                      | Ploërmel (Rue de Saint-Denis)                                                    | Notice no IA00010198                                                             |                                                        | 47° 55′ 50″ N, 2° 23′ 30″ O |              |
| Manoir, gentilhommière                             | Manoir de Kerambris                                       | Gourin (Kerambris)                                                               | Notice no IA00008797                                                             |                                                        | 48° 06′ 11″ N, 3° 36′ 03″ O |              |
|                                                    | Château de Kerandraon                                     | Guiscriff (Kerandraon)                                                           |                                                                                  |                                                        | 48° 04′ 49″ N, 3° 38′ 32″ O |              |
| Manoir, gentilhommière                             | Manoir de Kerandraon                                      | Gourin (Kerandraon)                                                              | Notice no IA00008791                                                             |                                                        | 48° 08′ 02″ N, 3° 34′ 21″ O |              |
|                                                    | Château de Kerangat                                       | Plumelec (Kerangat)                                                              |                                                                                  |                                                        | 47° 51′ 07″ N, 2° 39′ 42″ O |              |
|                                                    | Château de Keraudrénic                                    | Langonnet (Keraudrénic)                                                          |                                                                                  |                                                        | 48° 07′ 27″ N, 3° 28′ 56″ O |              |
| Manoir, gentilhommière                             | Manoir de Kerbernès                                       | Séglien (Kerbernès)                                                              | Notice no IA00009974                                                             |                                                        | 48° 04′ 48″ N, 3° 07′ 27″ O |              |
| Manoir, gentilhommière                             | Manoir de Kerbiquet                                       | Gourin (Kerbiquet)                                                               | Inscrit MH (1934) · Notice no PA00091209                                         |                                                        | 48° 05′ 50″ N, 3° 38′ 30″ O |              |
| Manoir, gentilhommière                             | Manoir de Kerblézec                                       | Gourin (Kerblézec)                                                               | Notice no IA00008792                                                             |                                                        | 48° 08′ 50″ N, 3° 32′ 45″ O |              |
| Manoir, gentilhommière                             | Manoir de Kerbohec                                        | Baud (Kerbohec)                                                                  |                                                                                  |                                                        | 47° 51′ 49″ N, 2° 58′ 25″ O |              |
| Manoir, gentilhommière                             | Manoir de Kerbois                                         | Loyat (Kerbois)                                                                  | Notice no IA00010338                                                             |                                                        | 48° 00′ 22″ N, 2° 24′ 50″ O |              |
| Manoir, gentilhommière                             | Manoir de Kerbourvelec                                    | La Chapelle-Neuve (Kerbouvellec)                                                 | Inscrit MH (1933) · Notice no PA00091156                                         |                                                        | 47° 57′ 48″ N, 2° 55′ 01″ O |              |
| Manoir, gentilhommière                             | Manoir de Kerboutier                                      | Noyal-Pontivy (Kerboutier)                                                       | Notice no IA00010368                                                             |                                                        | 48° 01′ 52″ N, 2° 52′ 41″ O |              |
| Manoir, gentilhommière                             | Manoir de Kerbras                                         | Ménéac (Kerbras)                                                                 |                                                                                  |                                                        | 48° 09′ 16″ N, 2° 28′ 43″ O |              |
|                                                    | Château de Kercado                                        | Saint-Gonnery (Carcado)                                                          |                                                                                  |                                                        | 48° 08′ 29″ N, 2° 49′ 42″ O |              |
| Manoir, gentilhommière                             | 1er Manoir de Kerdisson                                   | Le Sourn (Kerdisson)                                                             | Notice no IA00010481                                                             |                                                        | 48° 02′ 47″ N, 2° 58′ 27″ O |              |
| Manoir, gentilhommière                             | 2e Manoir de Kerdisson                                    | Le Sourn (Kerdisson)                                                             | Notice no IA00010482                                                             |                                                        | 48° 02′ 47″ N, 2° 58′ 26″ O |              |
|                                                    | Château de Kerdréan                                       | Évellys (Kerdréan Naizin)                                                        |                                                                                  |                                                        | 48° 01′ 00″ N, 2° 52′ 39″ O |              |
| Manoir, gentilhommière                             | Manoir de Kerdreux                                        | Ménéac (Kerdreux)                                                                |                                                                                  |                                                        |                             |              |
| Manoir, gentilhommière                             | Manoir de Kerdudou                                        | Le Faouët (Kerdudou)                                                             | Notice no IA00008406                                                             |                                                        | 48° 04′ 53″ N, 3° 21′ 30″ O |              |
| Manoir, gentilhommière                             | Manoir de Kerduel                                         | Lignol (Kerduel)                                                                 | Inscrit MH (1989) · Notice no PA00091365                                         |                                                        | 48° 03′ 15″ N, 3° 13′ 45″ O |              |
| Manoir, gentilhommière                             | Manoir de Kérel                                           | Crédin (Kérel)                                                                   |                                                                                  |                                                        | 48° 01′ 25″ N, 2° 46′ 32″ O |              |
| Manoir, gentilhommière                             | Manoir de Kergarff                                        | Melrand (Kergarff)                                                               |                                                                                  |                                                        | 47° 57′ 26″ N, 3° 06′ 06″ O |              |
| Manoir, gentilhommière                             | Manoir de Kergicquel                                      | Neulliac (Kergicquel)                                                            | Notice no IA00009915                                                             |                                                        | 48° 09′ 33″ N, 3° 00′ 22″ O |              |
| Manoir, gentilhommière                             | Manoir de Kergohan                                        | Séglien (Kergohan)                                                               | Notice no IA00009975                                                             |                                                        | 48° 04′ 58″ N, 3° 07′ 48″ O |              |
|                                                    | Château de Kergras                                        | Saint-Servant (Kergras)                                                          | Notice no IA00121437                                                             |                                                        | 47° 54′ 13″ N, 2° 29′ 04″ O |              |
|                                                    | Château de Kergroix                                       | Évellys (Kergroix Remungol)                                                      |                                                                                  |                                                        | 47° 56′ 44″ N, 2° 53′ 37″ O |              |
|                                                    | Château de Kerguéhennec                                   | Bignan (Kerguéhennec)                                                            | Classé MH (1988) · Inscrit MH (1988) · Notice no PA00091041                      |                                                        | 47° 53′ 09″ N, 2° 44′ 04″ O |              |
| Manoir, gentilhommière                             | Manoir de Kerhoh                                          | Melrand (Kerhoh)                                                                 |                                                                                  |                                                        | 48° 00′ 24″ N, 3° 06′ 10″ O |              |
| Manoir, gentilhommière                             | Manoir de Kerhuilic                                       | Saint-Barthélemy (Kerhuilic)                                                     | Notice no IA56001278                                                             |                                                        | 47° 55′ 14″ N, 3° 04′ 25″ O |              |
| Manoir, gentilhommière                             | Manoir de Kerihoue                                        | Saint-Gérand (Kerihoue)                                                          |                                                                                  |                                                        | 48° 06′ 35″ N, 2° 54′ 13″ O |              |
|                                                    | Château de Kerlann                                        | Moustoir-Ac (Mondésir)                                                           |                                                                                  |                                                        | 47° 51′ 40″ N, 2° 49′ 18″ O |              |
| Manoir, gentilhommière                             | Manoir de Kerliniou                                       | Langonnet (Kerlinou)                                                             | Notice no IA00008851                                                             |                                                        | 48° 05′ 08″ N, 3° 31′ 03″ O |              |
| Manoir, gentilhommière                             | Manoir de Kerlois                                         | Malguénac (Moustoirlan)                                                          | Notice no IA00009888                                                             |                                                        | 48° 02′ 55″ N, 3° 03′ 54″ O |              |
| Manoir, gentilhommière                             | Manoir de Kermabo                                         | Saint-Gérand (Kermabo)                                                           | Notice no IA00010462                                                             |                                                        | 48° 05′ 52″ N, 2° 54′ 18″ O |              |
| Manoir, gentilhommière                             | Manoir de Kermagaro                                       | Néant-sur-Yvel (Kermagaro)                                                       |                                                                                  |                                                        |                             |              |
| Manoir, gentilhommière                             | Manoir de Kermain                                         | Langonnet (Kermain)                                                              | Inscrit MH (1980) · Notice no PA00091341                                         |                                                        | 48° 06′ 29″ N, 3° 26′ 51″ O |              |
| Motte castrale ou féodale · Ruine ou disparu       | Motte de Kermain                                          | Langonnet (Kermain)                                                              | Inscrit MH (1995) · Notice no PA00135359                                         |                                                        | 48° 06′ 34″ N, 3° 26′ 57″ O |              |
| Manoir, gentilhommière                             | Manoir de Kermaquer                                       | Guern (Ménorval)                                                                 | Notice no IA00010499                                                             |                                                        | 48° 02′ 09″ N, 3° 04′ 27″ O |              |
| Manoir, gentilhommière                             | Manoir de Kermarec                                        | Pontivy (Kermarec)                                                               | Notice no IA00010434                                                             |                                                        | 48° 04′ 35″ N, 2° 59′ 44″ O |              |
| Ruine ou disparu                                   | Château de Kerméno                                        | La Chapelle-Neuve (Kerméno)                                                      |                                                                                  |                                                        |                             |              |
|                                                    | Manoir de Kermerien                                       | Saint-Caradec-Trégomel (Kermerien)                                               | Notice no IA00008394                                                             |                                                        |                             |              |
|                                                    | Château de Kerminizy                                      | Saint-Tugdual (Kerminizy)                                                        | Notice no IA00008402                                                             |                                                        | 48° 06′ 20″ N, 3° 21′ 30″ O |              |
|                                                    | Château de Kermorvan                                      | Baud (Kermorvan)                                                                 |                                                                                  |                                                        | 47° 54′ 11″ N, 3° 01′ 47″ O |              |
| Manoir, gentilhommière                             | Manoir de Kernars                                         | Saint-Barthélemy (Kerhuilic)                                                     | Notice no IA56001259                                                             |                                                        | 47° 54′ 42″ N, 3° 03′ 59″ O |              |
| Motte castrale ou féodale · Ruine ou disparu       | Motte castrale de Kernec                                  | Languidic                                                                        |                                                                                  | Moyen Âge                                              | 47° 51′ 22″ N, 3° 10′ 46″ O |              |
|                                                    | Château de Kernévez                                       | Plouray (Kernévez)                                                               | Notice no IA00008924                                                             |                                                        | 48° 07′ 21″ N, 3° 24′ 48″ O |              |
|                                                    | Château de Kerohel                                        | Persquen (Kerohel)                                                               |                                                                                  |                                                        | 48° 01′ 13″ N, 3° 11′ 43″ O |              |
| Manoir, gentilhommière                             | Manoir de Kerouallan                                      | Lignol (Kerouallan)                                                              | Notice no IA00008327                                                             |                                                        | 48° 01′ 10″ N, 3° 15′ 08″ O |              |
| Manoir, gentilhommière                             | Manoir de Kerponner                                       | Noyal-Pontivy (Kerponner)                                                        | Notice no IA00010373                                                             |                                                        | 48° 05′ 47″ N, 2° 55′ 48″ O |              |
| Manoir, gentilhommière                             | Manoir de Kerroualch                                      | Meslan (Kerroualch)                                                              | Notice no IA00008458                                                             |                                                        | 47° 58′ 26″ N, 3° 28′ 18″ O |              |
| Manoir, gentilhommière                             | Manoir de Kersallic                                       | Saint-Tugdual (Kersallic)                                                        | Notice no IA00008403                                                             |                                                        | 48° 05′ 55″ N, 3° 22′ 25″ O |              |
| Manoir, gentilhommière                             | Manoir de Kerscomard                                      | Noyal-Pontivy (Kerscomard)                                                       | Notice no IA00010374                                                             |                                                        | 48° 02′ 49″ N, 2° 56′ 02″ O |              |
| Manoir, gentilhommière                             | Manoir de Kerservant                                      | Ploërdut (Kerservant)                                                            | Notice no IA00008386                                                             |                                                        | 48° 07′ 46″ N, 3° 15′ 47″ O |              |
| Manoir, gentilhommière                             | Manoir de Kerveno                                         | Plouray (Kerveno)                                                                | Notice no IA00008928                                                             |                                                        | 48° 09′ 15″ N, 3° 21′ 53″ O |              |
| Manoir, gentilhommière                             | Manoir de Kervio                                          | Plumelec                                                                         |                                                                                  |                                                        | 47° 48′ 58″ N, 2° 37′ 35″ O |              |
|                                                    | Château de Lambilly                                       | Taupont (Lambilly)                                                               |                                                                                  |                                                        | 47° 57′ 03″ N, 2° 26′ 02″ O |              |
| Manoir, gentilhommière                             | Manoir de Landual                                         | Ménéac (Landual)                                                                 |                                                                                  |                                                        |                             |              |
| Classicisme, classique                             | Château de Langoëlan                                      | Langoëlan                                                                        |                                                                                  |                                                        |                             |              |
| Motte castrale ou féodale · Ruine ou disparu       | Motte castrale de Lanvénégen                              | Lanvénégen (Menez an Lez)                                                        | Inscrit MH (1998) · Notice no PA56000017                                         |                                                        |                             |              |
| Manoir, gentilhommière                             | Manoir de Launay                                          | Ménéac (Launay-Tenoux)                                                           |                                                                                  |                                                        |                             |              |
| Manoir, gentilhommière                             | Manoir du Launay                                          | Gourin (Le Launay)                                                               | Notice no IA00008793                                                             |                                                        | 48° 08′ 02″ N, 3° 33′ 33″ O |              |
|                                                    | Château de Launay                                         | Ploërdut (Launay)                                                                | Notice no IA56005537                                                             | XXe siècle                                             |                             |              |
| Manoir, gentilhommière                             | Manoir de Le May                                          | Guéhenno (Le May)                                                                | Classé MH (1993) · Inscrit MH (1993) · Notice no PA00091238                      |                                                        | 47° 54′ 21″ N, 2° 36′ 59″ O |              |
| Manoir, gentilhommière                             | Manoir de Lécadeuc                                        | Guilliers (Lécadeuc)                                                             |                                                                                  |                                                        |                             |              |
| Manoir, gentilhommière                             | Manoir de Lécadeuc                                        | Mohon (La Ville-Rouxel)                                                          |                                                                                  |                                                        |                             |              |
| Manoir, gentilhommière                             | Manoir de Lenvos                                          | Cléguérec (Lenvos)                                                               | Notice no IA00009837                                                             |                                                        | 48° 06′ 57″ N, 2° 59′ 54″ O |              |
| Manoir, gentilhommière                             | Manoir de Lescreant                                       | Lanvénégen (Lescrant)                                                            | Notice no IA00008445                                                             |                                                        | 47° 59′ 38″ N, 3° 40′ 00″ O |              |
|                                                    | Château de Lesturgant                                     | Malguénac (Lesturgant)                                                           | Inscrit MH (1944) · Notice no PA00091429                                         |                                                        | 48° 05′ 20″ N, 3° 02′ 11″ O |              |
| Manoir, gentilhommière                             | Manoir de Lézonnet                                        | Loyat (Lézonnet)                                                                 | Notice no IA00010341                                                             |                                                        |                             |              |
| Manoir, gentilhommière                             | Manoir du Liez                                            | Kergrist (Le Liez)                                                               | Notice no IA00009870                                                             |                                                        | 48° 08′ 27″ N, 2° 54′ 00″ O |              |
| Manoir, gentilhommière                             | Manoir de Longueville                                     | Locmalo (Longueville)                                                            | Notice no IA00008349                                                             |                                                        | 48° 03′ 13″ N, 3° 12′ 50″ O |              |
|                                                    | Château du Loû                                            | Saint-Léry (Le Loû)                                                              |                                                                                  |                                                        | 48° 05′ 43″ N, 2° 15′ 31″ O |              |
| Motte castrale ou féodale · Ruine ou disparu       | Motte du Loû                                              | Saint-Léry (Le Loû)                                                              |                                                                                  |                                                        |                             |              |
|                                                    | Château de Loyat                                          | Loyat (Château de Loyat)                                                         | Classé MH (1945) · Site classé (1967) · Notice no PA00091413                     |                                                        | 47° 59′ 47″ N, 2° 24′ 25″ O |              |
|                                                    | Château de Malleville                                     | Ploërmel (Malleville)                                                            | Inscrit MH (1973) · Notice no PA00091497                                         |                                                        | 47° 55′ 28″ N, 2° 22′ 39″ O |              |
| Manoir, gentilhommière                             | Manoir de Marchix                                         | Campénéac (Les Marchis)                                                          |                                                                                  |                                                        | 47° 55′ 25″ N, 2° 18′ 25″ O |              |
| Manoir, gentilhommière                             | Manoir de Melrand                                         | Melrand (1, rue du Bot)                                                          | Notice no IA56000686                                                             |                                                        | 47° 58′ 42″ N, 3° 06′ 42″ O |              |
|                                                    | Château de Menoray                                        | Locmalo (Menoray)                                                                | Notice no IA00008347                                                             |                                                        | 48° 04′ 37″ N, 3° 09′ 34″ O |              |
| Manoir, gentilhommière                             | Manoir de Menorval                                        | Guern (Ménorval)                                                                 | Inscrit MH (1950) · Notice no PA00091253                                         |                                                        | 48° 01′ 43″ N, 3° 07′ 37″ O |              |
| Manoir, gentilhommière                             | Manoir de Menguionnet                                     | Gourin (Minguionnet)                                                             | Inscrit MH (1999) · Notice no PA56000020                                         |                                                        | 48° 04′ 56″ N, 3° 36′ 49″ O |              |
| Manoir, gentilhommière                             | Manoir de Montgrenier                                     | Guégon (Montgrenier)                                                             | Notice no IA00121485                                                             |                                                        | 47° 54′ 27″ N, 2° 34′ 26″ O |              |
| Manoir, gentilhommière                             | Manoir de Morfouesse                                      | Ploërmel (Morfouesse)                                                            |                                                                                  |                                                        | 47° 55′ 37″ N, 2° 25′ 04″ O |              |
| Manoir, gentilhommière                             | Manoir de Morgan                                          | Taupont (Morgan)                                                                 | Notice no IA00010287                                                             |                                                        | 47° 56′ 14″ N, 2° 27′ 13″ O |              |
|                                                    | Château de la Motte                                       | Ploërmel (La Motte)                                                              | Notice no IA00010263                                                             |                                                        | 47° 54′ 32″ N, 2° 22′ 25″ O |              |
|                                                    | Château de Moustoirlan                                    | Malguénac (Moustoirlan)                                                          | Inscrit MH (1986, 2022) · Notice no PA00091430                                   |                                                        | 48° 04′ 22″ N, 3° 03′ 09″ O |              |
| Motte castrale ou féodale · Ruine ou disparu       | Motte de Parc Er Butte Bihan                              | Langonnet (Guernégal)                                                            | Notice no IA00008858                                                             |                                                        | 48° 07′ 14″ N, 3° 28′ 14″ O |              |
|                                                    | Château de Pen-Mané                                       | Saint-Barthélemy (Pen-Mané)                                                      | Notice no IA56001262                                                             |                                                        | 47° 56′ 08″ N, 3° 04′ 25″ O |              |
| Manoir, gentilhommière                             | Manoir de Penclen (Penquelen)                             | Plumelec                                                                         |                                                                                  |                                                        | 47° 48′ 08″ N, 2° 37′ 52″ O |              |
| Manoir, gentilhommière                             | Manoir de Penguily                                        | Plouray (Penguily)                                                               | Notice no IA00008927                                                             |                                                        | 48° 09′ 14″ N, 3° 23′ 54″ O |              |
|                                                    | Château de Penhouët                                       | La Croix-Helléan (Penhoët)                                                       | Notice no IA00121398                                                             |                                                        | 47° 57′ 46″ N, 2° 31′ 54″ O |              |
|                                                    | Château de Penvern                                        | Persquen (Penvern)                                                               | Inscrit MH (2009) · Notice no PA00091472                                         |                                                        | 48° 00′ 54″ N, 3° 14′ 13″ O |              |
| Manoir, gentilhommière · Ruine ou disparu          | Manoir de la Pérouse                                      | Ploërmel (La Pérouse)                                                            | Notice no IA00010255                                                             |                                                        | 47° 55′ 23″ N, 2° 24′ 36″ O |              |
| Manoir, gentilhommière                             | Manoir de Plascaër                                        | Priziac (Plascaër)                                                               | Notice no IA00008479                                                             |                                                        | 48° 01′ 32″ N, 3° 25′ 39″ O |              |
| Manoir, gentilhommière                             | Manoir du Plessis-Rebours                                 | Ménéac (Le Plessis-Rebours)                                                      | Inscrit MH (2006) · Notice no PA56000058                                         |                                                        | 48° 09′ 03″ N, 2° 29′ 52″ O |              |
| Ruine ou disparu                                   | Château du Plessis                                        | Mauron (Le Plessis)                                                              |                                                                                  |                                                        | 48° 03′ 48″ N, 2° 18′ 32″ O |              |
| Manoir, gentilhommière                             | Manoir du Plessis                                         | Langoëlan (Le Plessis)                                                           | Notice no IA00008307                                                             |                                                        | 48° 06′ 49″ N, 3° 14′ 16″ O |              |
|                                                    | Château de Pontcallec                                     | Berné (Pont Calleck)                                                             | Notice no IA00008530                                                             |                                                        | 47° 59′ 31″ N, 3° 20′ 35″ O |              |
|                                                    | Château de Pontivy                                        | Pontivy (Rue du Général-de-Gaulle)                                               | Inscrit MH (1925) · Classé MH (1953) · Notice no PA00091568                      | ou château des Rohan                                   | 48° 04′ 13″ N, 2° 57′ 49″ O |              |
|                                                    | Château de Porhman                                        | Réguiny (Porhman)                                                                | Inscrit MH (1964) · Notice no PA00091631                                         |                                                        | 47° 59′ 45″ N, 2° 47′ 54″ O |              |
| Manoir, gentilhommière                             | Manoir de Porh-Maner                                      | Ploërdut                                                                         |                                                                                  |                                                        |                             |              |
| Manoir, gentilhommière                             | Manoir du Pou                                             | Lignol (Le Pou)                                                                  | Notice no IA00008328                                                             |                                                        | 48° 01′ 51″ N, 3° 16′ 20″ O |              |
| Manoir, gentilhommière                             | Manoir de Priziac                                         | Priziac (6 rue du Vieux-Bourg)                                                   | Inscrit MH (1925) · Notice no PA00091593                                         |                                                        | 48° 03′ 38″ N, 3° 24′ 34″ O |              |
|                                                    | Château de Queheon                                        | Ploërmel (Queheon)                                                               | Notice no IA00010246                                                             |                                                        | 47° 55′ 04″ N, 2° 19′ 45″ O |              |
|                                                    | Château de Quéjeau                                        | Campénéac (Quéjeau)                                                              | Notice no IA00010314                                                             |                                                        | 47° 56′ 58″ N, 2° 18′ 53″ O |              |
| Manoir, gentilhommière                             | Manoir de Quelneuf                                        | Forges de Lanouée (Quelneuf, Lanouée)                                            | Notice no IA00121428                                                             |                                                        | 47° 58′ 39″ N, 2° 36′ 55″ O |              |
|                                                    | Château du Quengo                                         | Rohan (Le Quengo)                                                                |                                                                                  |                                                        | 48° 03′ 57″ N, 2° 44′ 13″ O |              |
|                                                    | Château de Quenven                                        | Locmalo (Quenven)                                                                | Notice no IA56008366                                                             |                                                        | 48° 04′ 51″ N, 3° 10′ 43″ O |              |
| Manoir, gentilhommière                             | Manoir de Quihiac                                         | Mauron (Quihiac)                                                                 |                                                                                  |                                                        |                             |              |
| Ruine ou disparu                                   | Château de Quinipily                                      | Baud (Quinipily)                                                                 |                                                                                  |                                                        | 47° 52′ 06″ N, 3° 02′ 07″ O |              |
| Manoir, gentilhommière                             | Manoir de Rest er Boer                                    | Saint-Thuriau (Rest-er-Boer)                                                     | Notice no IA00010474                                                             |                                                        | 48° 01′ 13″ N, 2° 54′ 27″ O |              |
| Manoir, gentilhommière                             | Manoir du Rest                                            | Langoëlan (Le Rest)                                                              | Notice no IA00008308                                                             |                                                        | 48° 06′ 55″ N, 3° 15′ 38″ O |              |
| Manoir, gentilhommière                             | Manoir de Restaloué                                       | Lignol (Restaloué)                                                               | Notice no IA00008329                                                             |                                                        | 48° 00′ 41″ N, 3° 17′ 55″ O |              |
| Manoir, gentilhommière                             | Manoir de Restermarch                                     | Plouray (Restermah)                                                              | Notice no IA00008926                                                             |                                                        | 48° 08′ 28″ N, 3° 22′ 47″ O |              |
| Manoir, gentilhommière                             | Manoir de Restinois                                       | Meslan (Restinois)                                                               | Notice no IA00008455                                                             |                                                        | 48° 01′ 23″ N, 3° 24′ 53″ O |              |
|                                                    | Château du Resto                                          | Moustoir-Ac (Le Resto)                                                           |                                                                                  |                                                        | 47° 50′ 53″ N, 2° 51′ 13″ O |              |
|                                                    | Château du Resto                                          | Réguiny (Le Resto)                                                               |                                                                                  |                                                        | 47° 58′ 59″ N, 2° 45′ 11″ O |              |
|                                                    | Château de la Riaye                                       | Ménéac (La Riaye)                                                                |                                                                                  |                                                        | 48° 08′ 02″ N, 2° 23′ 47″ O |              |
| Ruine ou disparu                                   | Château de Rimaison                                       | Pluméliau-Bieuzy (Rimaison, Bieuzy)                                              | Inscrit MH (1925) · Classé MH (1958) · Notice no PA00091034                      |                                                        | 48° 00′ 34″ N, 3° 00′ 13″ O |              |
| Manoir, gentilhommière                             | Manoir de la Rivière-Bréhaut                              | Taupont (Bréhaut)                                                                | Notice no IA00010288                                                             |                                                        | 47° 55′ 24″ N, 2° 27′ 21″ O |              |
| Manoir, gentilhommière                             | Manoir de Roblin                                          | Ploërmel (Roblin)                                                                | Notice no IA00010247                                                             |                                                        | 47° 56′ 49″ N, 2° 23′ 16″ O |              |
| Ruine ou disparu                                   | Château-fort de la Roche Piriou                           | Priziac (La Roche Piriou)                                                        | Notice no IA00008477                                                             |                                                        |                             |              |
| Manoir, gentilhommière                             | Manoir de Ronsouze                                        | Ploërmel (Ronsouze)                                                              | Notice no IA00010251                                                             |                                                        | 47° 55′ 13″ N, 2° 23′ 20″ O |              |
| Manoir, gentilhommière                             | Manoir de Rosangat                                        | Lanvénégen (Rosangat)                                                            | Notice no IA00008444                                                             |                                                        | 48° 00′ 40″ N, 3° 30′ 52″ O |              |
|                                                    | Camp des Rouëts                                           | Mohon (Bodieu)                                                                   | Inscrit MH (1975) · Notice no PA00091447                                         |                                                        | 48° 02′ 27″ N, 2° 30′ 54″ O |              |
|                                                    | Château du Roux                                           | Concoret (Haligan)                                                               |                                                                                  |                                                        | 48° 03′ 25″ N, 2° 13′ 50″ O |              |
|                                                    | Maison noble des Rues-Neuves                              | Tréhorenteuc (Rue Neuve)                                                         | Inscrit MH (1929) · Notice no PA00091761                                         |                                                        | 48° 00′ 23″ N, 2° 17′ 10″ O |              |
| Manoir, gentilhommière                             | Manoir de la Ville Dan                                    | Guillac (Ville Dan)                                                              | Notice no IA00121463                                                             |                                                        |                             |              |
| Manoir, gentilhommière                             | Manoir de Saint-Léry                                      | Saint-Léry (Rue des Perrières)                                                   |                                                                                  |                                                        | 48° 05′ 25″ N, 2° 15′ 19″ O |              |
|                                                    | Château de Saint-Malo                                     | Ploërmel (Saint-Malo)                                                            |                                                                                  |                                                        | 47° 56′ 17″ N, 2° 24′ 46″ O |              |
| Manoir, gentilhommière                             | Manoir de Saint-Malo                                      | Ploërmel (Saint-Malo)                                                            | Notice no IA00010265                                                             |                                                        | 47° 56′ 24″ N, 2° 24′ 45″ O |              |
| Manoir, gentilhommière                             | Manoir de Saint-Nicolas-des-Eaux                          | Pluméliau-Bieuzy (10, promenade des Estivants Saint-Nicolas-des-Eaux, Pluméliau) |                                                                                  |                                                        | 47° 58′ 47″ N, 3° 02′ 29″ O |              |
| Manoir, gentilhommière                             | Manoir de Saint-Nicolas                                   | Gourin (Saint-Nicolas)                                                           | Notice no IA00008796                                                             |                                                        | 48° 09′ 23″ N, 3° 32′ 48″ O |              |
| Manoir, gentilhommière                             | Manoir de Saint-Quijeau                                   | Lanvénégen (Saint-Quijeau)                                                       | Inscrit MH (1998) · Notice no PA56000017                                         |                                                        | 47° 59′ 24″ N, 3° 31′ 20″ O |              |
| Ruine ou disparu                                   | Château du Saint                                          | Le Saint (Le Château)                                                            | Notice no IA00008891                                                             |                                                        | 48° 05′ 32″ N, 3° 33′ 34″ O |              |
| Manoir, gentilhommière                             | Manoir de Sainte-Tréphine                                 | Pontivy (Sainte-Tréphine)                                                        | Notice no IA00010444                                                             |                                                        | 48° 03′ 51″ N, 2° 59′ 17″ O |              |
| Manoir, gentilhommière                             | Manoir de la Salle                                        | Ménéac (La Salle)                                                                |                                                                                  |                                                        | 48° 09′ 27″ N, 2° 30′ 27″ O |              |
| Ruine ou disparu                                   | Château des Salles                                        | Sainte-Brigitte (Les Salles)                                                     | Notice no IA00009957                                                             |                                                        | 48° 10′ 56″ N, 3° 08′ 07″ O |              |
|                                                    | Château de la Sauldraye                                   | Plumelec (La Saudraie)                                                           | Inscrit MH (1928) · Notice no PA00091539                                         |                                                        | 47° 50′ 05″ N, 2° 35′ 51″ O |              |
| Manoir, gentilhommière                             | Manoir de Stang Hingant                                   | Meslan (Stang Hingant)                                                           | Notice no IA00008453                                                             |                                                        | 48° 00′ 27″ N, 3° 26′ 52″ O |              |
| Manoir, gentilhommière                             | Manoir de Stanven                                         | Plouray (Le Stanven)                                                             | Notice no IA00008923                                                             |                                                        |                             |              |
| Manoir, gentilhommière                             | Manoir de Suilherf                                        | Saint-Aignan (Suilherf)                                                          | Notice no IA00009946                                                             |                                                        | 48° 11′ 37″ N, 3° 02′ 36″ O |              |
| Manoir, gentilhommière                             | Manoir du Sulliado                                        | Persquen (Le Sulliado)                                                           | Notice no IA00008362                                                             |                                                        | 48° 02′ 29″ N, 3° 11′ 29″ O |              |
| Manoir, gentilhommière                             | Manoir de Talhouët-Kerdec                                 | Saint-Barthélemy (Talhouët-Kerdec)                                               | Notice no IA56001261                                                             |                                                        | 47° 56′ 32″ N, 3° 03′ 47″ O |              |
|                                                    | Château de Talhouët                                       | Pontivy (Talhoët)                                                                |                                                                                  |                                                        | 48° 04′ 21″ N, 2° 59′ 09″ O |              |
| Manoir, gentilhommière                             | Manoir de Talhouët                                        | Lantillac (Talhouët)                                                             |                                                                                  |                                                        | 47° 56′ 48″ N, 2° 39′ 17″ O |              |
| Manoir, gentilhommière                             | Manoir de Talin                                           | Pontivy (Rue de Talin)                                                           | Notice no IA00010454                                                             |                                                        | 48° 03′ 10″ N, 2° 58′ 22″ O |              |
| Manoir, gentilhommière                             | Manoir de Taya                                            | Néant-sur-Yvel (Le Tayat)                                                        |                                                                                  |                                                        | 48° 01′ 49″ N, 2° 18′ 33″ O |              |
| Manoir, gentilhommière                             | Manoir de Tenuel                                          | Baud (Tenuel)                                                                    |                                                                                  |                                                        | 47° 52′ 03″ N, 3° 02′ 35″ O |              |
| Manoir, gentilhommière                             | Manoir de Tenuel                                          | Guénin (Tenuel)                                                                  | Notice no IA56001876                                                             |                                                        | 47° 53′ 45″ N, 2° 58′ 07″ O |              |
| Manoir, gentilhommière                             | Manoir de la Tertraie                                     | Forges de Lanouée (La Tertraie, Lanouée)                                         | Notice no IA00121421                                                             |                                                        | 47° 58′ 53″ N, 2° 37′ 40″ O |              |
|                                                    | Château des Timbrieux                                     | Cruguel (Les Timbrieux)                                                          | Inscrit MH (1925) · Notice no PA00091174                                         |                                                        | 47° 52′ 11″ N, 2° 35′ 03″ O |              |
| Manoir, gentilhommière                             | Manoir de la Touche-Carné                                 | Val d'Oust (La Touche Carné, Le Roc-Saint-André)                                 | Inscrit MH (1997) · Notice no PA56000014                                         |                                                        | 47° 52′ 48″ N, 2° 26′ 11″ O |              |
|                                                    | Château de la Touche-Larcher                              | Campénéac (La Touche-Larcher)                                                    | Notice no IA00010302                                                             |                                                        | 47° 58′ 27″ N, 2° 19′ 21″ O |              |
| Manoir, gentilhommière                             | Manoir de la Touche                                       | Ploërmel (La Touche)                                                             | Notice no IA00010229                                                             |                                                        | 47° 56′ 55″ N, 2° 24′ 17″ O |              |
| Manoir, gentilhommière                             | Manoir de Toulboedo                                       | Locmalo (Toulboedo)                                                              | Notice no IA00008350                                                             |                                                        | 48° 03′ 38″ N, 3° 11′ 39″ O |              |
| Motte castrale ou féodale · Ruine ou disparu       | Motte de la Tour-au-Duc                                   | Le Saint (Le Moulin-du-Duc)                                                      | Notice no IA00008893                                                             |                                                        | 48° 05′ 09″ N, 3° 32′ 38″ O |              |
| Château fort                                       | Château de Trécesson                                      | Campénéac (Trécesson)                                                            | Classé MH (1922) · Site classé (1967) · Inscrit MH (2012) · Notice no PA00091072 |                                                        | 47° 58′ 33″ N, 2° 16′ 25″ O |              |
|                                                    | Château de Trégranteur                                    | Guégon (Trégranteur)                                                             | Classé MH (1943) · Inscrit MH (1947) · Notice no PA00091227                      |                                                        | 47° 54′ 09″ N, 2° 32′ 51″ O |              |
| Manoir, gentilhommière                             | Manoir de Tréhardet                                       | Bignan (Tréhardet)                                                               | Inscrit MH (1989) · Notice no PA00091809                                         |                                                        | 47° 53′ 11″ N, 2° 44′ 22″ O |              |
| Manoir, gentilhommière                             | Manoir de Tresclé                                         | Cléguérec (Tresclé)                                                              | Notice no IA00009848                                                             |                                                        | 48° 07′ 13″ N, 3° 00′ 17″ O |              |
| Manoir, gentilhommière                             | Manoir de Trévenaleuc                                     | Guégon (Trévenaleuc)                                                             | Notice no IA00121482                                                             |                                                        | 47° 55′ 23″ N, 2° 33′ 09″ O |              |
| Manoir, gentilhommière                             | Manoir de Trévelin                                        | Cléguérec (Trévelin)                                                             | Notice no IA00009851                                                             |                                                        | 48° 05′ 58″ N, 3° 01′ 46″ O |              |
|                                                    | Château de Tronjoly                                       | Gourin (Chemin du Roz)                                                           | Notice no IA00008801                                                             |                                                        | 48° 08′ 40″ N, 3° 36′ 34″ O |              |
| Manoir, gentilhommière                             | Manoir de Tronscorff                                      | Langoëlan (Tronscorff)                                                           | Notice no IA00008309                                                             |                                                        | 48° 05′ 30″ N, 3° 13′ 05″ O |              |
| Manoir, gentilhommière                             | Manoir du Val au Houx                                     | Guégon (Le Val au Houx)                                                          | Inscrit MH (1996) · Notice no PA56000005                                         |                                                        | 47° 55′ 50″ N, 2° 32′ 24″ O |              |
| Manoir, gentilhommière                             | Manoir du Val-Néant                                       | Val d'Oust (Le Val-Néant, Le Roc-Saint-André)                                    | Notice no IA00010140                                                             |                                                        | 47° 51′ 37″ N, 2° 27′ 29″ O |              |
| Manoir, gentilhommière                             | Manoir du Verger                                          | Guilliers (Le Verger)                                                            |                                                                                  |                                                        | 48° 04′ 04″ N, 2° 25′ 07″ O |              |
| Manoir, gentilhommière                             | Manoir du Verger                                          | Noyal-Pontivy (Rue de l'Égalité)                                                 | Notice no IA00010357                                                             |                                                        | 48° 04′ 02″ N, 2° 52′ 52″ O |              |
| Manoir, gentilhommière                             | Manoir de la Vieille Ville                                | Loyat (La Vieille-Ville)                                                         | Notice no IA00010340                                                             |                                                        | 47° 59′ 32″ N, 2° 18′ 42″ O |              |
| Manoir, gentilhommière                             | Manoir du Vieux-Bourg                                     | La Grée-Saint-Laurent (Le Vieux-Bourg)                                           | Notice no IA00121400                                                             |                                                        | 47° 59′ 28″ N, 2° 29′ 43″ O |              |
|                                                    | Château de la Ville-Aubert                                | Campénéac (La Ville-Aubert)                                                      |                                                                                  |                                                        | 47° 58′ 35″ N, 2° 18′ 34″ O |              |
| Manoir, gentilhommière                             | Manoir de la Ville Beuve                                  | Guégon (La Ville-Breuve)                                                         | Notice no IA00121480                                                             |                                                        | 47° 56′ 38″ N, 2° 35′ 37″ O |              |
| Manoir, gentilhommière                             | Manoir de la Ville Dan                                    | Guillac (La Ville-Dan)                                                           | Notice no IA00121463                                                             |                                                        | 47° 55′ 15″ N, 2° 28′ 56″ O |              |
|                                                    | Château de la Ville Davy                                  | Mauron (La Ville-Davy)                                                           | Notice no IA56005532                                                             |                                                        | 48° 06′ 00″ N, 2° 17′ 34″ O |              |
|                                                    | Château de la Ville Der                                   | Val d'Oust (La Ville Der, Le Roc-Saint-André)                                    | Inscrit MH (2007) · Notice no PA56000064                                         |                                                        | 47° 52′ 08″ N, 2° 28′ 05″ O |              |
| Manoir, gentilhommière                             | Manoir de la Ville ès Vents                               | Guégon (La Ville-ès-Vents)                                                       | Notice no IA00121481                                                             |                                                        | 47° 54′ 21″ N, 2° 33′ 30″ O |              |
| Manoir, gentilhommière                             | Manoir de la Ville-Gauthier                               | Lantillac (La Ville-Gauthier)                                                    |                                                                                  |                                                        |                             |              |
| Manoir, gentilhommière                             | Manoir de la Ville-Gauthier                               | Ploërmel (La Ville-Gauthier)                                                     | Notice no IA00010227                                                             |                                                        | 47° 54′ 40″ N, 2° 23′ 10″ O |              |
| Manoir, gentilhommière                             | Manoir de la Ville Goyat                                  | Taupont (La Ville-Goyat)                                                         | Notice no IA00010289                                                             |                                                        | 47° 57′ 18″ N, 2° 25′ 20″ O |              |
|                                                    | Château de la Ville-Gué                                   | Lantillac (La Ville-Gué)                                                         |                                                                                  |                                                        | 47° 56′ 48″ N, 2° 40′ 14″ O |              |
| Manoir, gentilhommière                             | Manoir de la Ville-Martel                                 | Mohon (La Ville-Martel)                                                          |                                                                                  |                                                        | 48° 03′ 20″ N, 2° 29′ 00″ O |              |
| Manoir, gentilhommière                             | Manoir de la Ville-Moisan                                 | La Croix-Helléan (La Ville-Moisan)                                               | Notice no IA00121396                                                             |                                                        | 47° 57′ 32″ N, 2° 32′ 03″ O |              |
| Manoir, gentilhommière                             | Manoir de la Ville Pelote                                 | Guégon (La Ville-Pelote)                                                         | Notice no IA00121483                                                             |                                                        | 47° 55′ 46″ N, 2° 33′ 45″ O |              |
|                                                    | Château de la Villeneuve                                  | Baud (Route de Locminé)                                                          |                                                                                  |                                                        | 47° 52′ 28″ N, 3° 00′ 41″ O |              |
| Manoir, gentilhommière                             | Manoir de Villeneuve                                      | Lanvénégen (Villeneuve)                                                          | Notice no IA00008438                                                             |                                                        | 48° 00′ 15″ N, 3° 32′ 12″ O |              |
|                                                    | Château de la Villeneuve                                  | Pontivy (La Villeneuve du Gros Chêne)                                            | Inscrit MH (1933) · Notice no PA00091569                                         |                                                        | 48° 04′ 52″ N, 2° 58′ 44″ O |              |
| Manoir, gentilhommière                             | Manoir de la Villeneuve                                   | Val d'Oust (Villeneuve, La Chapelle-Caro)                                        | Notice no IA00010103                                                             |                                                        | 47° 51′ 57″ N, 2° 23′ 26″ O |              |